# Auguste Hippolyte Collard
Auguste Hippolyte Collard (1. února 1812 – asi 15. ledna 1893 Saint-Mandé) byl francouzský průkopník fotografie. Během druhého císařství pracoval pro ministerstvo zemědělství, obchodu a veřejných prací, dokumentoval stavební projekty v Paříži a Francii a spolupracoval s Édouardem Baldusem, a zaznamenával expanzi francouzských železnic.

## Galerie

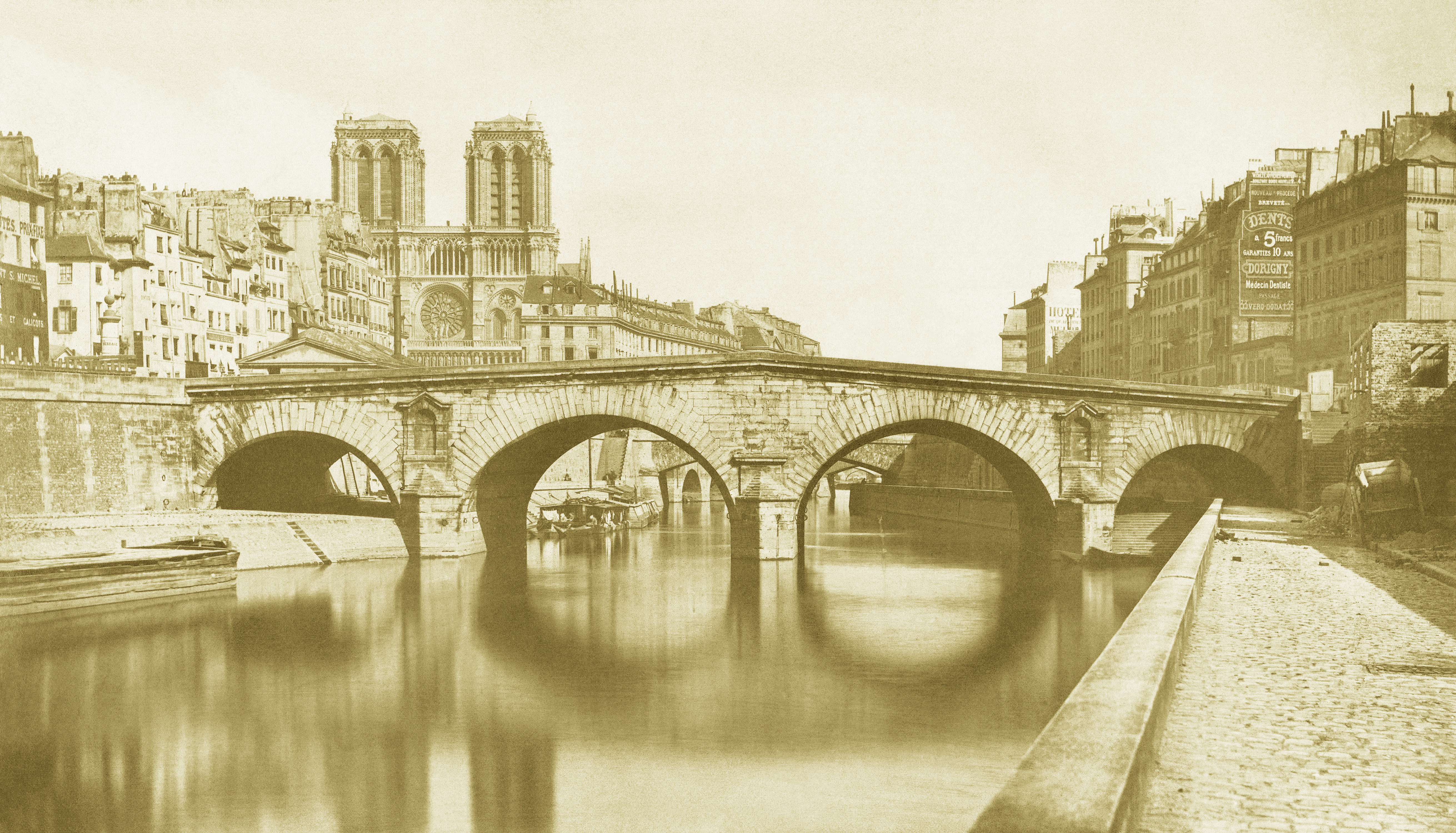
Starý Pont Saint-Michel, 1857
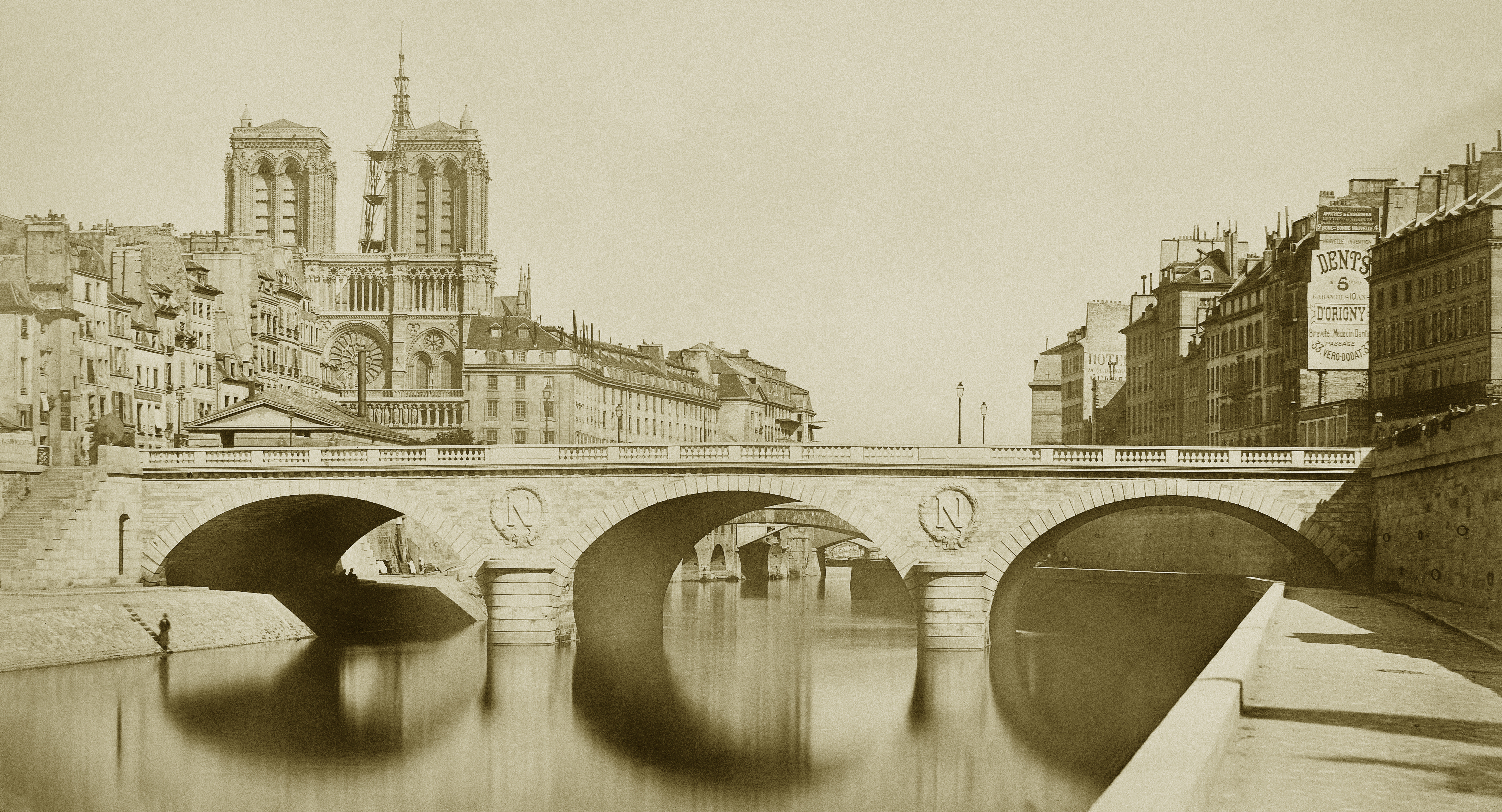
Pont Saint-Michel, 1859, dva roky po jeho výstavbě
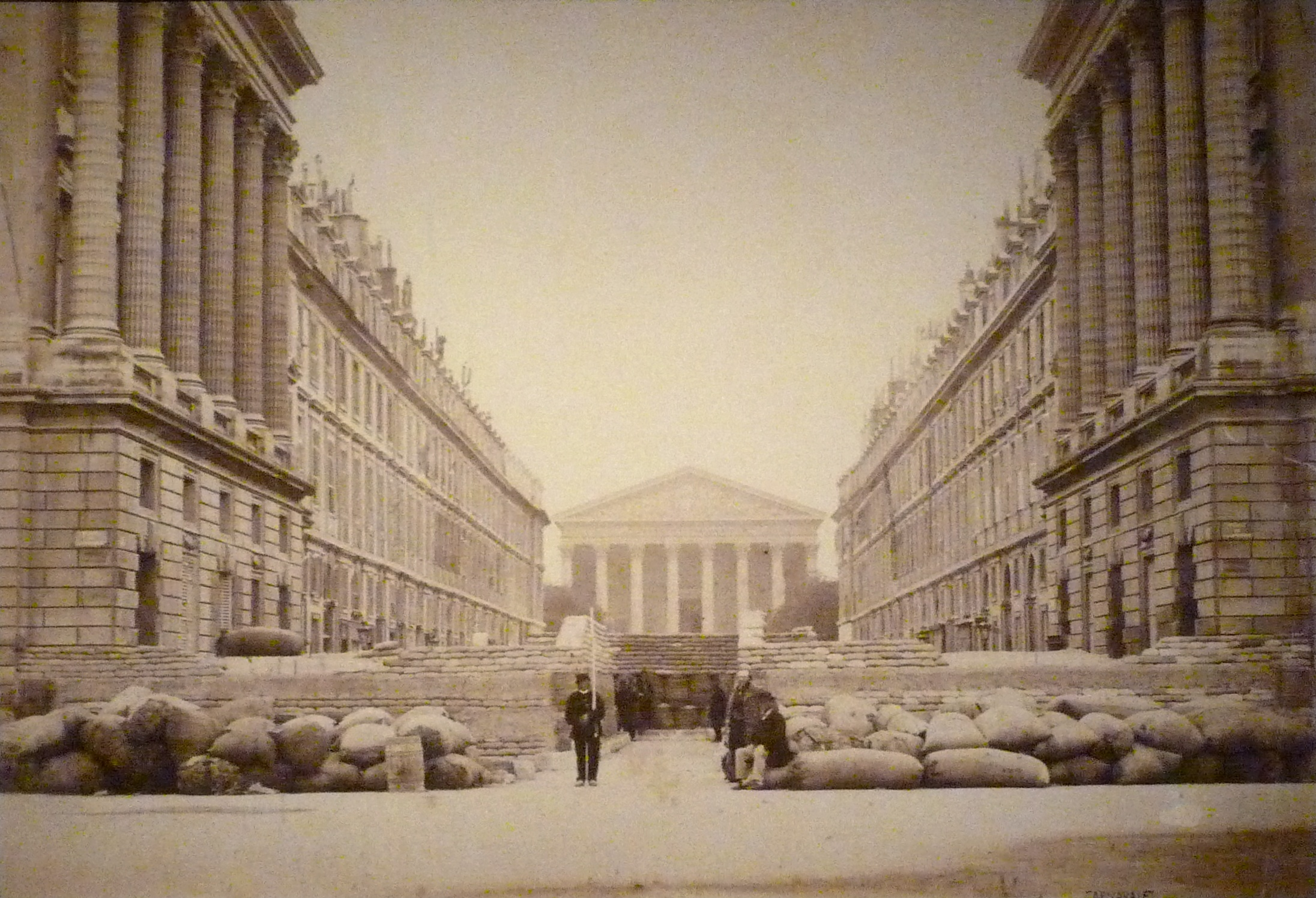
Barricade de la rue Royale, 1871
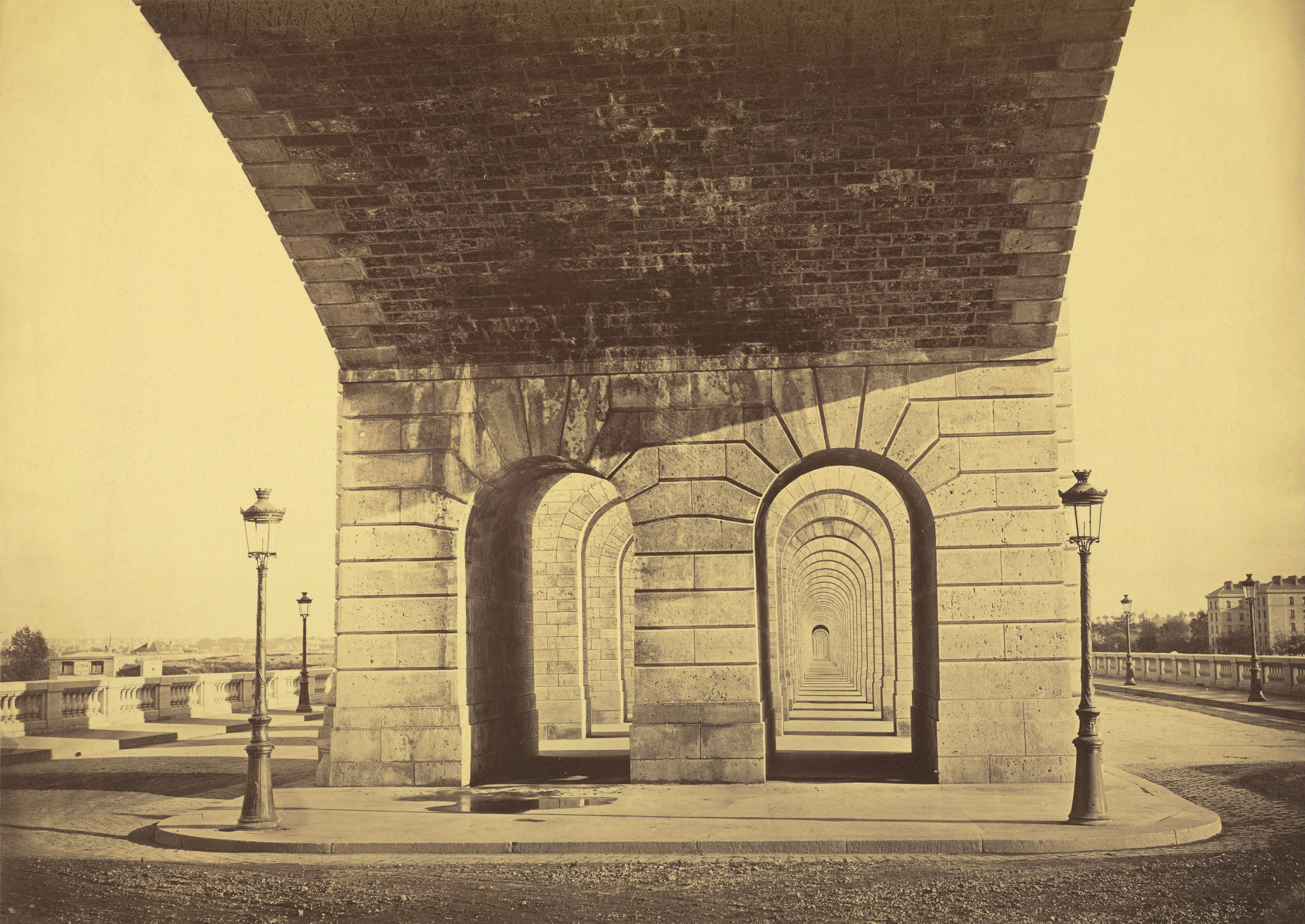
Perspective du passage des piétons sous le Viaduc, Point-du-Jour, Paris, vers 1864
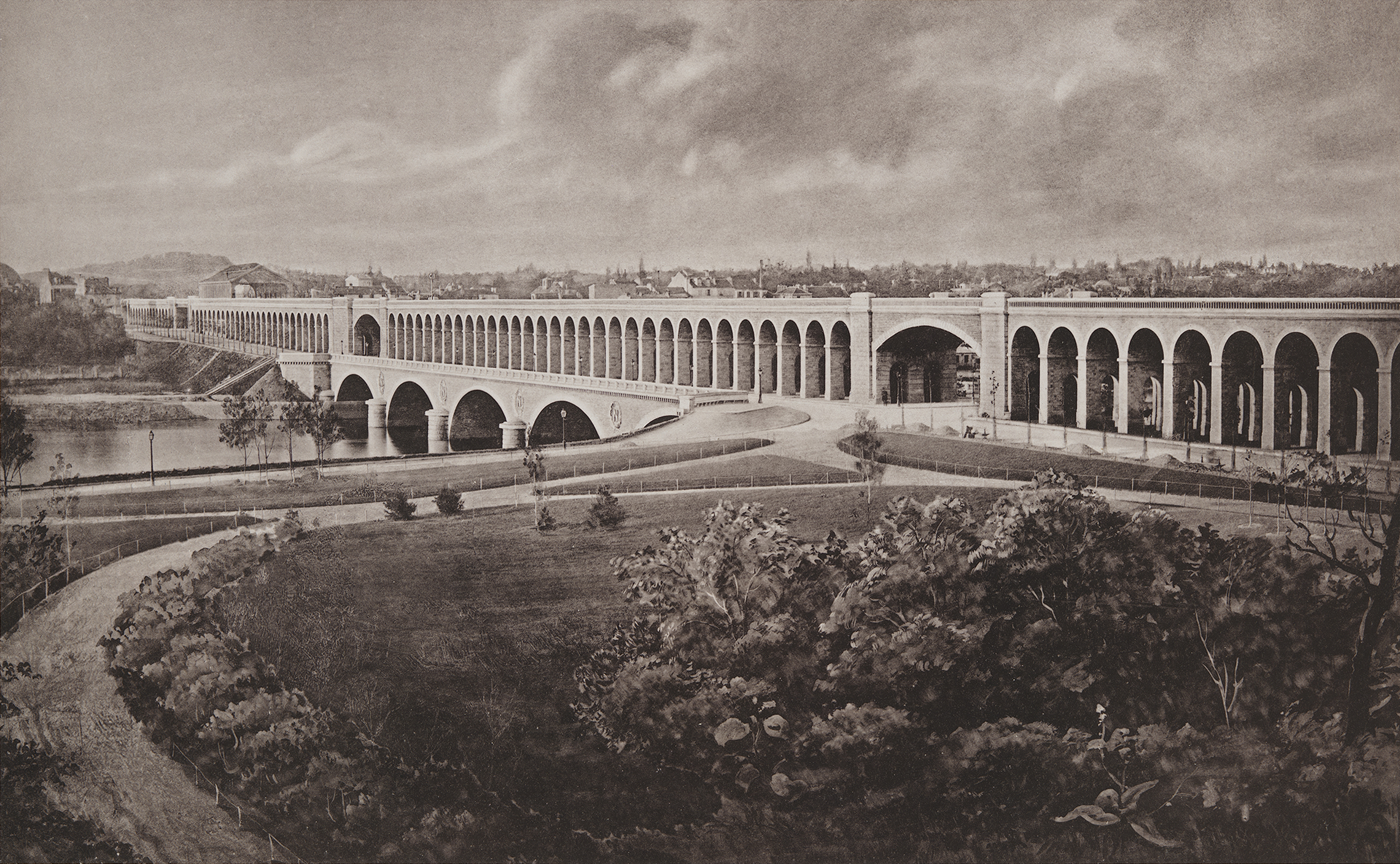
Le viaduc du Point-du-jour, Paris, 1883
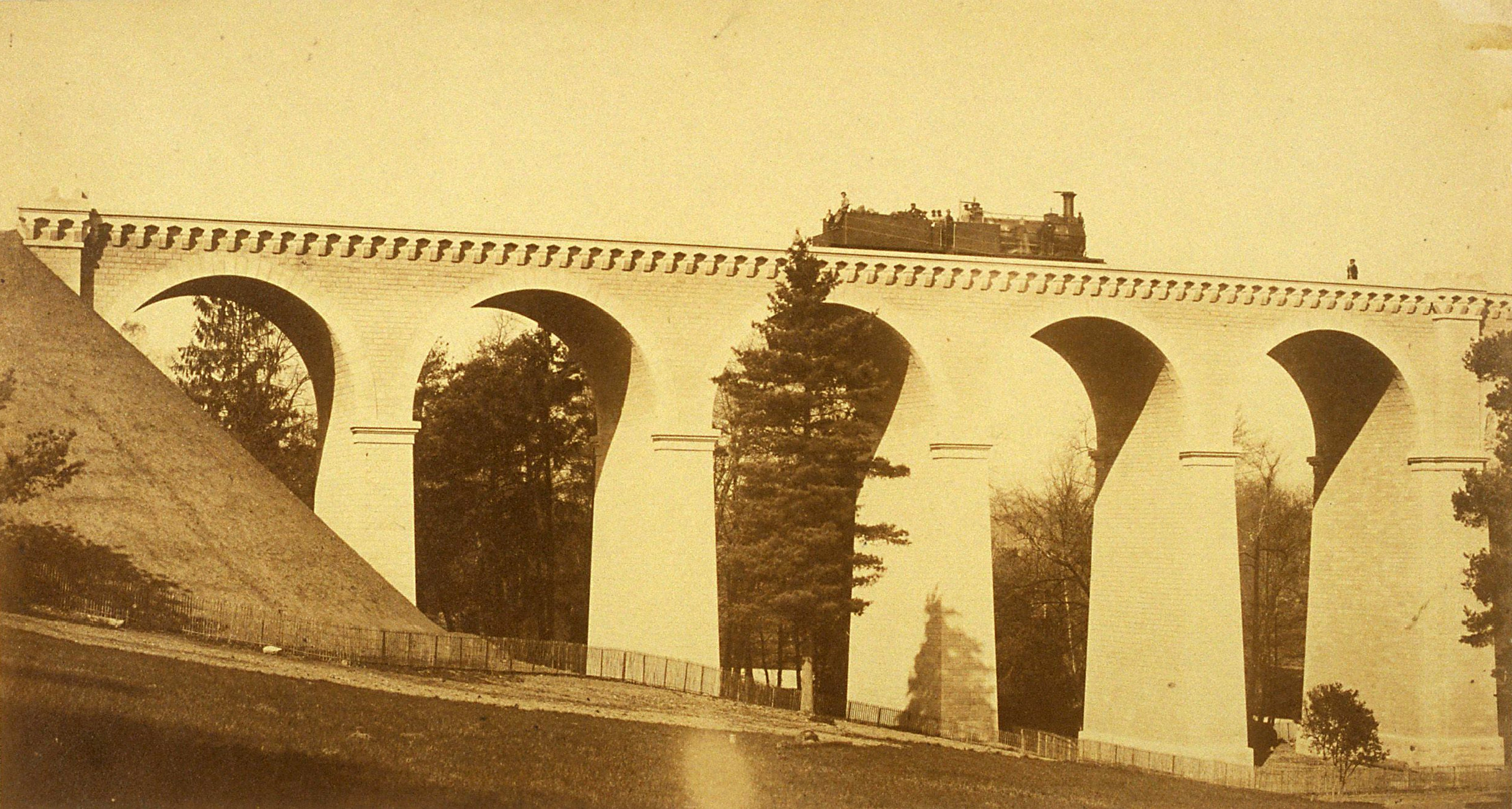
Paysage Pris du Viaduc de Chantilly, 1859
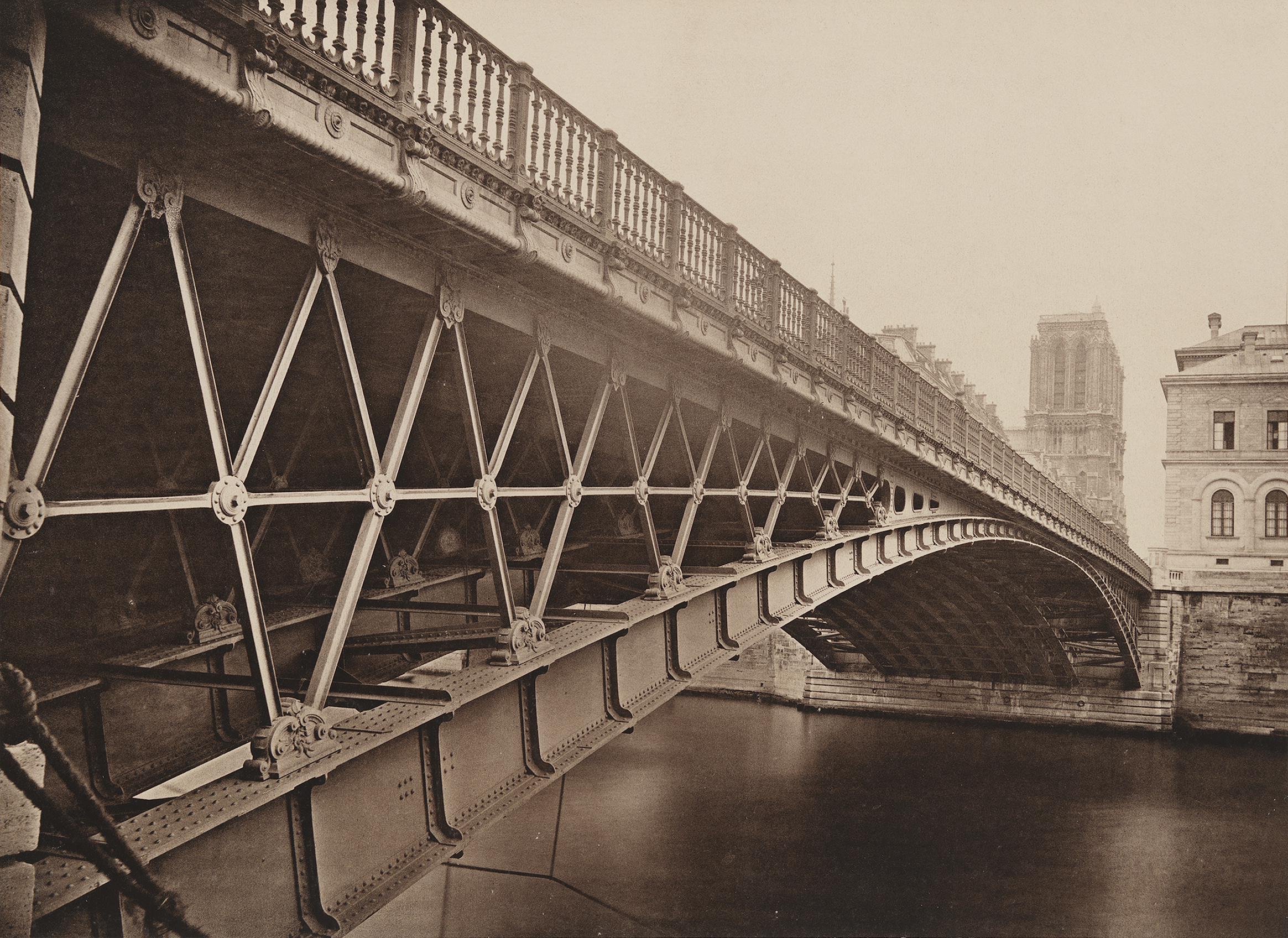
Le pont d'Arcole, 1883
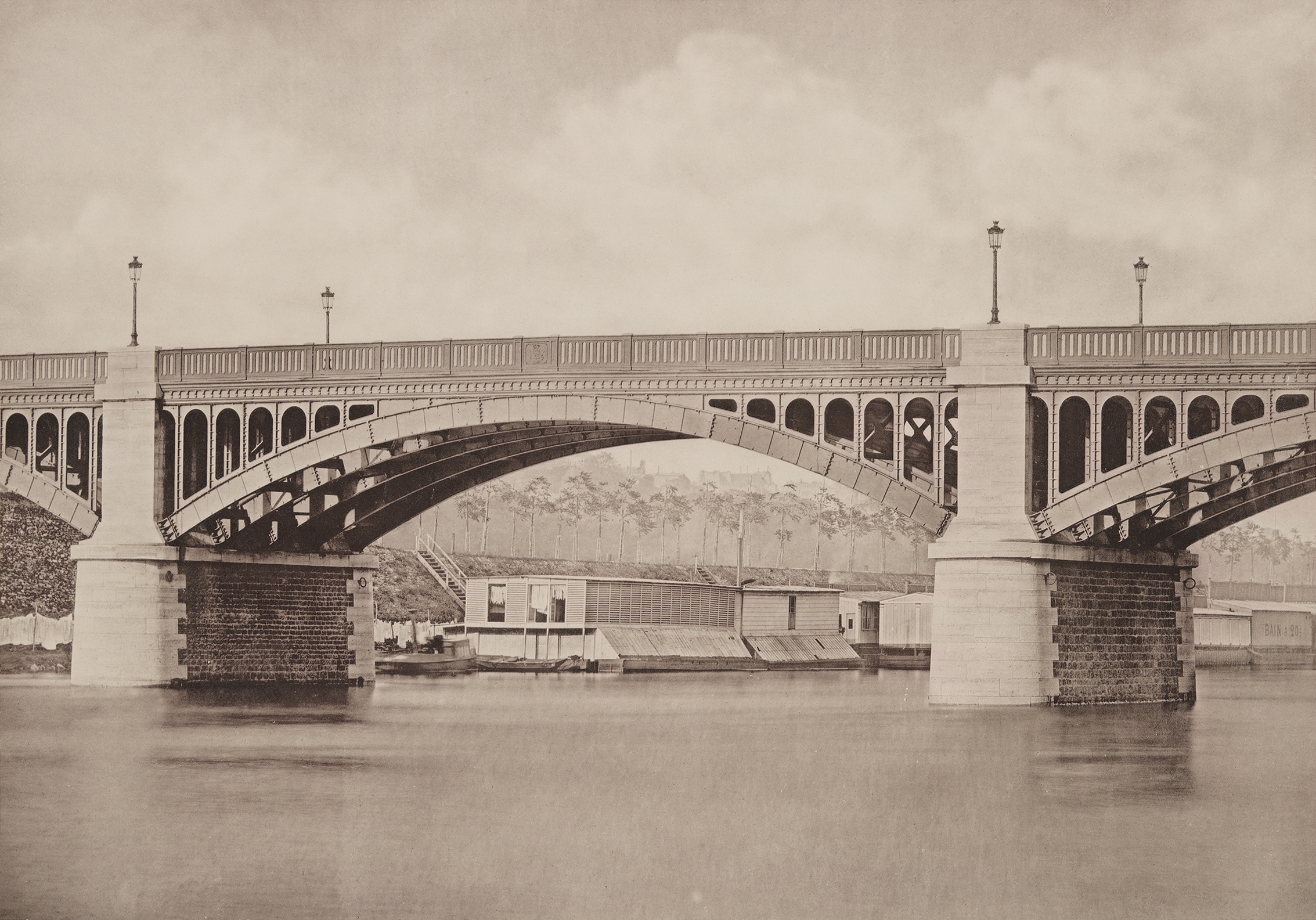
Le Pont de Grenelle, 1883

## Veřejné sbírky
- Paříž, Musée Carnavalet
- Paříž, Musée d'Orsay
- Los Angeles, J. Paul Getty Museum
- New York, Metropolitan Museum of Art
- Washington, National Gallery of Art